# Несправжньоязичкова квітка
Несправжньоязичкові квітки — один з п'яти типів квіток в суцвіттях рослин родини Айстрові, або Складноцвіті.
Зовні схожі на язичкові, але на верхівці їхнього віночка лише 3 зубчики; вони не мають тичинок, а часто — і маточки (приклад — крайні квітки чоронобривців). Яскраве забарвлення несправжньоязичкових квіток приваблює комах-запилювачів до суцвіття.
Формула квітки — ↑Ca0-∞Co(3)A0G(2).